# Jack Haig (acteur)
Jack Haig (Londen, 5 januari 1913 – Londen, 4 juli 1989) was een Britse acteur, die gespecialiseerd was in comedyseries voor televisie.
Haig werd geboren in Londen. Hij speelde in een groot aantal Britse comedy's, waaronder Hugh and I, Dad's Army, Are You Being Served? en Terry And June. Ook speelde hij in enkele films en in de soap-opera Crossroads. Het bekendst is hij van de rol als Monsieur Roger Leclerc in de comedy-serie 'Allo 'Allo!. Hij speelde deze rol tot zijn dood. Haig overleed in 1989 in Londen.